# Europäischer Fernwanderweg E2
Der Europäische Fernwanderweg E2 ist Teil des europäischen Wanderwegnetzes und führt von Galway in Irland nach Nizza am Mittelmeer. Der Weg hat eine Gesamtlänge von ungefähr 4850 km.

## Verlauf
Der markierte Teil des Weges beginnt im schottischen Stranraer. Zwei Varianten führen durch England und über den Ärmelkanal; das europäische Festland wird entweder in Oostende (Belgien) oder in Hoek van Holland (Niederlande) erreicht. Ab Zoersel verläuft der Fernwanderweg über Luxemburg nach Frankreich, wo er teilweise mit dem GR 5 zusammenfällt. Die Strecke durch den Jura ist die Grande Traversée du Jura (GTJ). Am Genfersee wird kurz die Schweiz gestreift. Durch die französischen Alpen, wo der Weg mit dem GR 5 und der Grande Traversée des Alpes (GTA) zusammenfällt, wird schließlich das Mittelmeer erreicht.